# Jacques Bassem

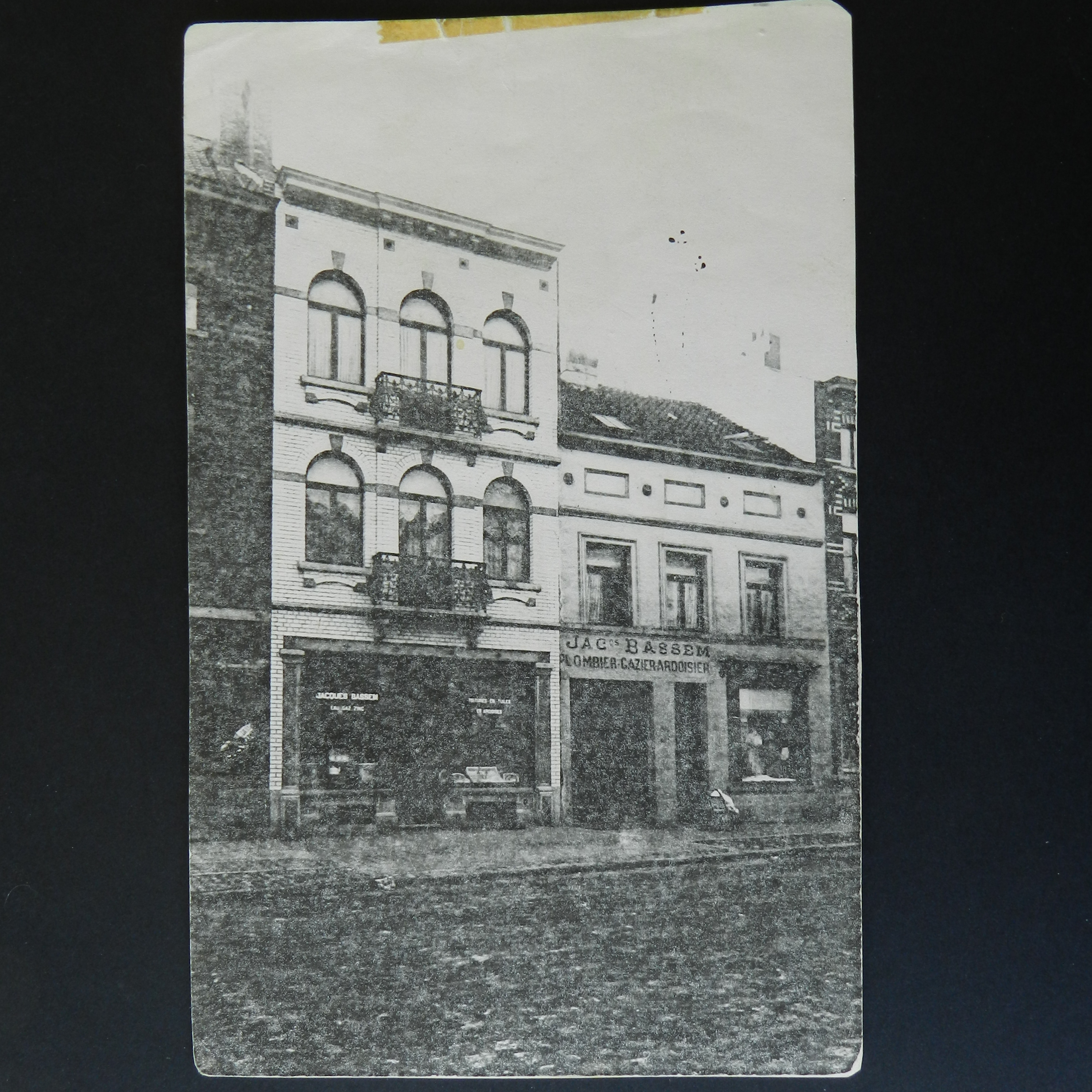
Plomberie Jacques Bassem

Jacques Bassem, né le 5 août 1868 à Auderghem (Bruxelles), est un homme politique belge. Il fit partie du conseil communal d'Auderghem de 1912 à 1921. Il revêtit la charge d'échevin des Travaux publics de 1922 à sa mort, en 1931. 
Fils de Pierre-Henri Bassem et Joanna Van den Palm. 
Il dirigea une importante entreprise de plomberie à Auderghem. Il décéda le 10 juin 1931, à l'âge de 63 ans. Il était donc encore en vie lorsque la rue de la Woluwe a été rebaptisée à son nom le 8 avril 1931.